# Декрет «Об Автономной Татарской Социалистической Советской Республике»
Декрет «Об Автономной Татарской Социалистической Советской Республике» — документ об образовании Автономной Татарской Социалистической Советской Республики в составе РСФСР. Подписан 27 мая 1920 года. Опубликован в № 115 Известий Всероссийского Центрального Исполнительного Комитета Советов от 29 мая 1920 года.

## История документа

### Свертывание проекта ТБССР
На II Всероссийском съезда коммунистических организаций мусульманских народов Востока, состоявшемся с 22 ноября по 3 декабря 1919 года в Москве было принято решение о создания Татаро-Башкирской Советской Социалистической Республики. В резолюции съезда констатировалось:
«… объявление Малой Башкирии Автономной Советской Республикой совершенно не аннулирует положения Совета Народных Комиссаров „о ТатароБашкирской Советской Социалистической Республике“ и не разрешает в окончательной форме татаробашкирского вопроса в его целом, так как эта республика включает в себя лишь треть всех имеющихся в Советской республике башкир… Самым правильным разрешением татаро-башкирского вопроса как с политической, так и с естественно-исторической и социально-экономической стороны является создание для них общей Советской республики, объединяющей вместе татаро-башкирский пролетариат; в состав республики входят губернии: Уфимская, Казанская и прилегающие к ним части с татаро-башкирским населением — Самарская, Симбирская, Вятская и Пермская… Татаро-башкирский вопрос является назревшим вопросом национальной политики Советской республики, требующим немедленного своего разрешения. И исходя из принципа самоопределения наций, декларированного Конституцией РСФСР, Всероссийскими съездами Советов и VIII съездом РКП(б)…, съезд признает необходимым: 1) Осуществить положение Совнаркома о Татаро-Башкирской Советской Социалистической Республике в границах, исключающих автономную Малую Башкирию. 2) Вопрос о включении в Татаро-Башкирскую Советскую Социалистическую Республику автономной Малой Башкирии оставить на разрешение пролетариата самой Малой Башкирии. 3) Осуществление постановления съезда возложить на особый ревком, выделяемый настоящим съездом по соглашению с ЦК РКП(б), поручив последнему созыв Учредительного съезда Советов Татаро-Башкирской Советской Республики». Однако 13 декабря 1919 года Политбюро ЦК РКП(б) приняло решение противоположное решению съезда — отменило Положение Наркомнаца о ТБССР от 24 марта 1918 года. В то же время в решении политбюро указывалось, что необходимо «вопрос о Татарской республике обсуждать особо, если об этом поступит заявление со стороны коммунистов-татар».

### Подготовка декрета

#### Проект «Большая Татария»
24 февраля 1920 года состоялось заседание межведомственной административной комиссии по определению границ ТАССР при НКВД РСФСР, организованной по постановлению Политбюро ЦК РКП(б). В состав комиссии от Центрального бюро коммунистических организаций народов Востока вошли М. Х. Султан-Галеев и С. С. Саид-Галеев, от НКВД — Егоров, в качестве специалистов-экспертов Центрального бюро коммунистических организаций народов Востока — И. К. Фирдевс, Г. М. Енибаев, Г. Ш. Шараф. В качестве базового принципа определения границ новой территориально-административной единицы комиссией был выбран этнический принцип, который предполагалось сочетать с экономической и географической конъюнктурой, а в качестве этнической единицы — татары, башкиры, мещеряки и тептяри. Принимались во внимание и другие народы, которые были естественным образом расселены на территории занимаемой представителями этнической единицы или включение которых в состав создаваемой республики устраняло бы чересполосицу — чуваши, марийцы, мордва и удмурты.
Предполагалось, что территорию создаваемой республики («Большой Татарии») должны образовать:
- Мамадышский, Свияжский, Чистопольский и Лаишевский уезды Казанской губернии.
- Казанский уезд Казанской губернии за исключением марийских селений Кукморской и Ильинской волостей;
- Тетюшский уезд Казанской губернии за исключением Ново-Шимкусской волости и чувашских селений Больше-Тоябинской и Алькеевской волостей;
- части либо отдельные селения населенные преимущественно татарами Краснококшайского, Чебоксарского и Цивильского уезда Казанской губернии;
- Спасский уезд Казанской губернии, за исключением его юго-западной части, которая отделялась «этнографической границей»;
- Черкасовская, Салаушская и Кураковская волости Елабужского уезда;
- часть Малмыжского уезда Вятской губернии;
- Ново-Артаульская и часть Больше-Гондырской волости Осинского уезда Пермской губернии;
- части Буинского и Симбирского уездов Симбирского губернии;
- селения Степно-Шнталеевской, Шламской волостей, станция Нурлат, Самарского уезда Самарской губернии;
- город Бугульма и часть Бугульминского уезда Самарской губернии;
- город Уфа с Уфимским уездом Уфимской губернии;
- Бирский, Белебеевский и Стерлитамакский уезды Уфимской губернии (часть Стерлитамакского уезда, включенная в Башреспублику — на основе референдума).

26 февраля комиссия установила, что в ТАССР будет принято административное деление на кантоны. Предполагалось, что таких кантонов будет создано 15: Арский, Белебеевский, Бирский, Бугульминский, Буинский, Лаишевский, Мамадышский, Мензелинский, Свияжский, Спасский, Стерлитамакский, Тетюшский, Уфимский, Чистопольский и Казанский, состоящий только из города Казань.
27 февраля комиссия рассмотрела вопрос о включении в ТАССР города Елабуги с окрестными нетатарскими областями, однако из-за несоблюдения в этом случае этнического принципа, тесных экономических связей с остальной частью уезда и потенциальной возможностью образования Прикамской губернии предложение было отклонено.
28 февраля комиссия утвердила оставшиеся пункты и поправки к проекту. 2 марта проект постановления о ТАССР («Большой Татарии») был утверждён целиком.

### Изменения постановления
Неопределенность в процессе подготовки Постановления сохранялась почти до самого его принятия. Так, административная комиссия при ВЦИКе 17 мая 1920 года постановила, что в состав будущей республики должны входить только Казанский, Лаишевский, Тетюшский, Свияжский, Спасский, Мамадышский и Чистопольский уезды. Однако в силу того, что в результате будущая республика серьезно сокращалась территориально и экономически ослаблялась, данное решение было отвергнуто.

## Принятие декрета и его реализация в жизнь
Декрет ВЦИК и СНК РСФСР «Об Автономной Татарской Социалистической Советской Республике» был издан 27 мая 1920 года. 25 июня 1920 года была произведена передача Казанским губернским исполкомом Совета рабочих, крестьянских и красноармейских депутатов Временному Революционному Комитету.

## Структура и содержание документа
Декрет состоит из трех разделов, объединяющих 9 пунктов.
Первый раздел включает единственный, первый пункт, в котором очерчен территориальный состав республики.
Согласно декрету в состав Татарской республики входят Казанский, Лаишевский, Мамадышский, Свияжский, Тетюшский и Чистопольский уезды Казанской губернии и Мензелинский уезд Уфимской губернии целиком.
Также входят:
- Спасский уезд Казанской губернии (за исключением Жедяевской и Юртикульской волости), Салаушская и Черкасовская волости Елабужского уезда Казанской губернии, Кулле-Киминская и Кшкловская волости Краснококшайского уезда Казанской губернии.
- Азнакаевская, Александровская, Алькеевская, Альметьевская, Бавлинская, Богоявленская, Варваринская, Верхне-Кармалинская, Каратаевская, Кузайкинская, Ивановская, Масягутовская, Микулинская, Мордовско-Афонькинская, Мордовско-Ивановская, Мордовско-Кармальская, Нижне-Чершилинская, Ново-Письмянская, Салиховская, Спасская, Спиридоновская, Стерлитамакская, Сумароковская, Тумутуковская, Урсалинская и Чеканская волости Самарской губернии.
- Кошкинская, Нослинская, Арборская, Янгуловская, Сардыкбашская, Нижне-Четаевская, Шудинская волости Малмыжского уезда Вятской губернии.
- Старо-Студенецкая, Энтугановская, Шихирданская, Ново-Какерлинская, Дрожжановская, Мочалеевская, Бурундуковская, Рунгинская, Тимбаевская, Убеевская, Городищенская волости Буинского уезда Симбирской губернии, Сюндюковская, Больше-Тарахановская, Больше-Цильнинская волости Симбирского уезда Симбирской губернии [6].

К первому пункту сделано примечание о том, что в состав республики могут войти Белебеевский и Бирский уезды Уфимской губернии на основе волеизъявления трудящегося населения этих уездов.
Во второй раздел объединены шесть пунктов (со 2 по 7).
Согласно второму пункту декрета, государственная власть в республике осуществляется местными Советами рабочих, крестьянских и красноармейских депутатов, ЦИК и СНК республики.
Согласно третьему пункту в республике создаются десять Наркоматов: 1) внутренних дел с управлением почт и телеграфов, 2) юстиции, 3) просвещения, 4) здравоохранения, 5) социального обеспечения, 6) земледелия. 7) продовольствия, 8) финансов, 9) Совета народного хозяйства с отделами труда и путей Сообщения и 10) рабоче-крестьянской инспекции.
Согласно четвертому и пятому пункту наркоматы продовольствия, финансов, Совет народного хозяйства, отделы труда и путей сообщения, рабоче-крестьянской инспекции и управление почт и телеграфов при наркомате внутренних дел оставались в подчинении соответствующих наркоматов РСФСР. Наркоматы внутренних Дел (без управления почт и телеграфов), юстиции, просвещения, здравоохранения, социального обеспечения и земледелия передавались в подчинение Всероссийского Центрального Исполнительного Комитета.
Шестой пункт устанавливал то, что Председатель Казанского Совета входит в состав Совета Народных Комиссаров Татарской Социалистической Советской Республики с правом решающего голоса.
Согласно седьмому пункту республика должна была снабжаться необходимыми финансовыми и техническими средствами из общих средств РСФСР.
В третий раздел объединены два пункта (8 и 9).
Согласно восьмому пункту до созыва 1‑го Съезда Советов Татарской Социалистической Советской Республики вся полнота власти в автономной Татарской Социалистической Советской Республике передавалась временному Революционному Комитету Татарской Социалистической Советской Республики, образуемому Всероссийским Центральным Исполнительным Комитетом.
Согласно девятому пункту Народному Комиссариату Внутренних Дел и Народному Комиссариату по Делам Национальностей поручалось образовать смешанную комиссию для разрешения вопросов, могущих возникнуть при детальном установлении границ Татарской Социалистической Советской Республики.

## Декрет в искусстве
Художниками Л. А. Фаттаховым и Х. А. Якуповым в 1951 году написана картина «Подписание В. И. Лениным Декрета об образовании Татарской АССР». За эту картину в 1951 году художники были удостоены Сталинской премии третьей степени.